# 주차장에서 생긴 일
《주차장에서 생긴 일》은 2001년 3월 2일에 MBC에서 방영한 베스트극장이다.

## 기획 의도
이 드라마는 한 인간이 가해자이면서 동시에 피해자인 상황을 통하여 자기도 똑 같은 상황을 겪음으로 타인의 상처를 깨닫게 된다는 인간의 이중적이고 이기적인 면을 보여 준다.

## 등장 인물

### 주요 인물
- 김주승 : 윤진원 역
- 조형기 : 만복 역
- 최란 : 만복의 아내 역
- 서혜린 : 경숙 역 - 진원의 아내
- 김인문 : 아파트 경비원 역

### 그 외 인물
- 박영태
- 오현섭
- 최항석
- 김동수
- 이승아
- 염현희
- 이상훈
- 유승호 : 현민 역 - 진원와 경숙 아들
- 김홍균 : 기영 역 - 만복의 아들